# Schwarzenbach, Bayern
Schwarzenbach là một đô thị ở huyện Neustadt (Waldnaab) bang Bayern thuộc nước Đức.